# Sàndal
El sàndal (Santalum album) és una espècie botànica originària de l'Índia i altres parts de l'Àsia. La seva fusta és coneguda per les seves talles i perquè d'ella s'obté l'oli volàtil que s'usa en herbolària. L'originari de l'Índia és el que produeix millors fusta i olis. Les espècies que es cultiven a la resta del món no són tan properes a l'espècie del continent indi, però també reben el nom de sàndal i la seva fusta és també aromàtica.
A l'Índia, el sàndal és un arbre sagrat, i el govern ho ha declarat propietat nacional per preservar-lo de la desforestació a la qual s'ha vist exposat. Només permeten la seva tala quan l'exemplar té més de 30 anys de vida, moment en el qual comença a decaure bo i anunciant la seva mort. Cal tenir en compte que el tronc triga uns 25 anys a obtenir uns 6 cm de gruix.
És utilitzat en rituals com a aromatitzant per mirar d'assolir l'harmonia espiritual.
Per preservar aquesta espècie vulnerable de la sobreexplotació, la legislació la protegeix, i el seu cultiu és investigat i desenvolupat.

## La fusta

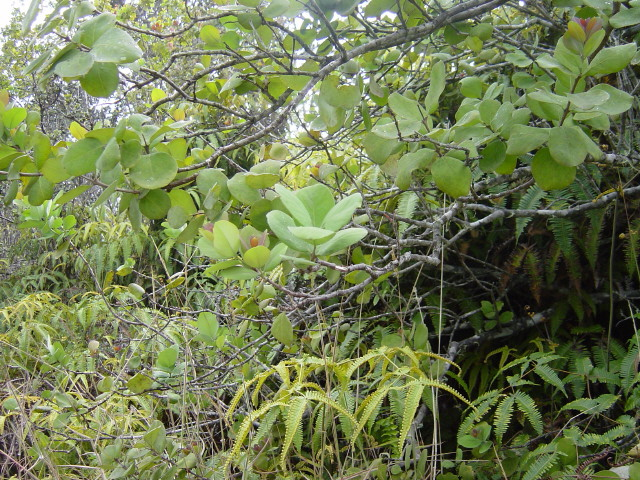
Imatge d'un sàndal (Pterocarpus santalinus), captada a Hawaii.

És de textura fina i regular, de gra recte. Tot just tallada, la fusta és de color marró groguenc, però al mateix temps pren un color marró més fosc. S'asseca sense esquerdar-se i és de fàcil tractament en fusteria, encara que també és emprada  per a crear encens.

### Característiques
- Densitat mitjana al 12% d'H : 950 kg/m³
- Duresa : dura
- Velocitat d'assecat : lenta
- Defectes d'assecat : deformacions
- Fongs : durable - molt durador
- Insectes : durable

## Utilització
Els encenalls de la manipulació són destil·lats per a obtenció d'olis que s'utilitzen fonamentalment en perfumeria. També es pot obtenir del cor de l'arbre i de les seves arrels. Mentre es talla amb destral surt l'oli aromatitzant.
La fusta, en canvi, és emprada en ebenisteria per a la talla de capses, vasos, pintes i altres petits objectes. En el passat va ser molt utilitzada per a la fabricació de vaixells.